# María Eloísa Talavera Hernández
María Eloísa Talavera Hernández (Ensenada, Baja California; 18 de marzo de 1964) es miembro activo del Partido Acción Nacional desde 1985. Talavera Hernández ha sido diputada federal en la LIX y LXIII Legislatura del Congreso de la Unión de México, durante el periodo legislativo 2003-2006 y 2015-2018 respectivamente. En la LIX Legislatura  fungió como Secretaria de la Comisión de Ciencia y Tecnología y miembro de las Comisiones de Economía y de Marina. Se ha desempeñado como Secretaria Fedataria del XVII y Regidora del XIV Ayuntamiento de Ensenada, Baja California. En el 2007 fue nombrada Directora de la Unidad de Evaluación de Delegaciones del Instituto Mexicano del Seguro Social, Se desempeñó como  Titular de la Coordinación de la Sociedad de la información y el conocimiento de la Secretaria de Comunicaciones y Transportes,  (de octubre de 2009 a mayo de 2011). Actualmente Consejera Nacional por el Partido Acción Nacional.
- Datos: Q6003706